# Sierra Burgess Is a Loser
Sierra Burgess Is a Loser (titulada Sierra Burgess es una perdedora en España y Sierra Burguess es una loser en Hispanoamérica) es una película de comedia romántica estadounidense dirigida por Ian Samuels a partir de un guion de Lindsey Beer. La película es un recuento moderno de la historia de Cyrano de Bergerac, y está protagonizada por Shannon Purser, Kristine Froseth, RJ Cyler, y Noah Centineo, y fue lanzada por Netflix el 7 de septiembre de 2018.

## Sinopsis
Sierra (Shannon Purser) es una chica inteligente pero impopular que ,aspira a llegar a la Universidad de Stanford. Cuando Jamey (Noah Centineo), un atleta dulce y nada popular, le pregunta a la chica más popular de la escuela, Verónica (Kristine Froseth) por su número, ella le da el número de Sierra.
Esto lleva a Jamey a enviar mensajes de texto a Sierra creyendo que ella es Verónica. Sierra pronto comienza a gustar de él, entonces ella pide la ayuda de Verónica para poder seguir hablando con su nuevo enamorado. Aunque inicialmente frías la una con la otra, ambas terminan siendo amigas.
Cuando Jamey invita a Sierra (que cree que es Verónica) a una cita, Verónica se va con él como un favor a Sierra. Sin embargo, cuando él trata de besarla, Verónica le dice que cierre los ojos y Sierra lo besa, y Jamey cree que besó a Verónica.
Antes que inicie un partido de fútbol, Jamey besa a Verónica. Verónica está enojada con Jamey por hacer esto, porque siente que está traicionando a Sierra. Jamey no entiende por qué está enojada, porque cree que ella fue la persona que besó en su cita. Sierra presencia el beso y cree que Verónica lo besó a propósito. Ella decide exponer el hecho de que Verónica fue abandonada por su exnovio por mensaje de texto como venganza. Jamey pronto descubre la verdad y les dice a Verónica y a Sierra que se mantengan alejadas de él.
Sierra escribe una canción y se la envía a Verónica como una disculpa. Ella le envía la canción a Jamey y él decide perdonarla. Jamey lleva a Sierra al baile y, después de declarar que le gusta, se besan de nuevo. 

## Reparto
- Shannon Purser como Sierra Burgess.
- RJ Cyler como Dan, el mejor amigo de Sierra.
- Noah Centineo como Jamey, el interés amoroso de Sierra.
- Kristine Froseth como Verónica, la chica popular.
- Will Peltz como Spence.
- Lea Thompson como Sra. Burgess, la madre de Sierra.
- Alan Ruck como Sr.. Burgess, el padre de Sierra.
- Chrissy Metz como Trish, la madre de Verónica.
- Alice Lee como Mackenzie.
- Giorgia Whigham
- Mary Pat Gleason como Consejera de Sierra.
- Joey Morgan como Topher.

## Producción

### Desarrollo
La película fue anunciada en septiembre de 2016 como un recuento moderno de la historia de Cyrano de Bergerac, dirigida por Ian Samuels a partir de un guion de Lindsey Beer (Chaos Walking), y con Ben Hardy en el papel principal masculino. En el mismo anuncio, se reveló que Black Label Media de Molly Smith y Thad Luckinbill (Sicario, La La Land) produciría la película, con la producción ejecutiva de Beer. El 18 de enero de 2018, se anunció que Netflix adquirió los derechos de la película.

### Casting
En diciembre de 2016, RJ Cyler fue seleccionado como el mejor amigo de la protagonista. El 5 de enero de 2017, Shannon Purser fue seleccionada como Sierra Burgess, y al día siguiente, Kristine Froseth fue seleccionada para un papel secundario. Más tarde ese mismo mes, Will Peltz se unió al elenco en un papel coprotagónico. El 1 de febrero de 2017, Noah Centineo fue elegido como el protagonista masculino, reemplazando a Ben Hardy, quien había sido asignado anteriormente en el papel. También en febrero de 2017, Lea Thompson y Alan Ruck se unieron a la película como los padres de la protagonista.

### Música
En julio de 2017, el compositor y músico Leland anunció que había completado la partitura para la película con Bram Inscore. Además, reveló que la pareja también coescribió una canción con Troye Sivan y Allie X que figurará en la película. El grupo coescribió una canción con el guionista de la película, Lindsey Beer, titulada «Sunflower», una canción original escrita en el guion e interpretada por Shannon Purser.

## Recepción
Sierra Burgess Is a Loser ha recibido reseñas mixtas de parte de la crítica y de la audiencia. En Rotten Tomatoes, la película posee una aprobación de 66%, basada en 35 reseñas, con una calificación de 5.9/10. En Metacritic le ha dado a la película una puntuación de 60 de 100, basada en 14 reseñas, indicando "reseñas mixtas".